# Xanthorhoe heteromorpha
Xanthorhoe heteromorpha là một loài bướm đêm trong họ Geometridae.